# قاراقاشلی (صابرآباد)
قاراقاشلی (به ترکی آذربایجانی: Qaraqaşlı) یک منطقهٔ مسکونی در جمهوری آذربایجان است که در شهرستان صابرآباد واقع شده‌است. قاراقاشلی ۱۴۰۶ نفر جمعیت دارد.

## دین
در مسجد جامع قاراقاشلی به‌نام امام حسین یک هیئت مذهبی وجود دارد.